# Jurfutes
Jurfutes (em grego: Ιουρφούθης; romaniz.: Iourfoúthes) foi um chefe tribal mouro ativo em Bizacena durante as guerras do Império Bizantino contra tribos berberes locais. Em 534-535, esteve entre os senhores mouros que rebelaram-se contra a autoridade bizantina na África. Em 534, derrotou os oficiais bizantinos Aigã e Rufino ao lado de Cusina, Esdilasas e Medisiníssas. Em 535, foi derrotado junto dos demais pelo oficial Salomão em Mames. Possivelmente participou da Batalha de Burgaão.